# Brachyleptura dehiscens
Brachyleptura dehiscens là một loài bọ cánh cứng trong họ Cerambycidae.